# Sierra Morena

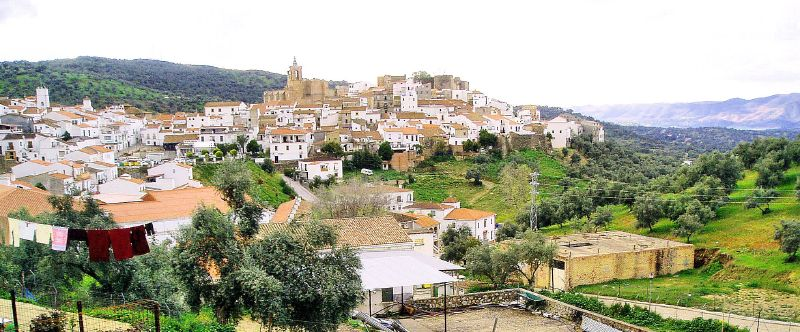
Aroche im Westen der Sierra Morena

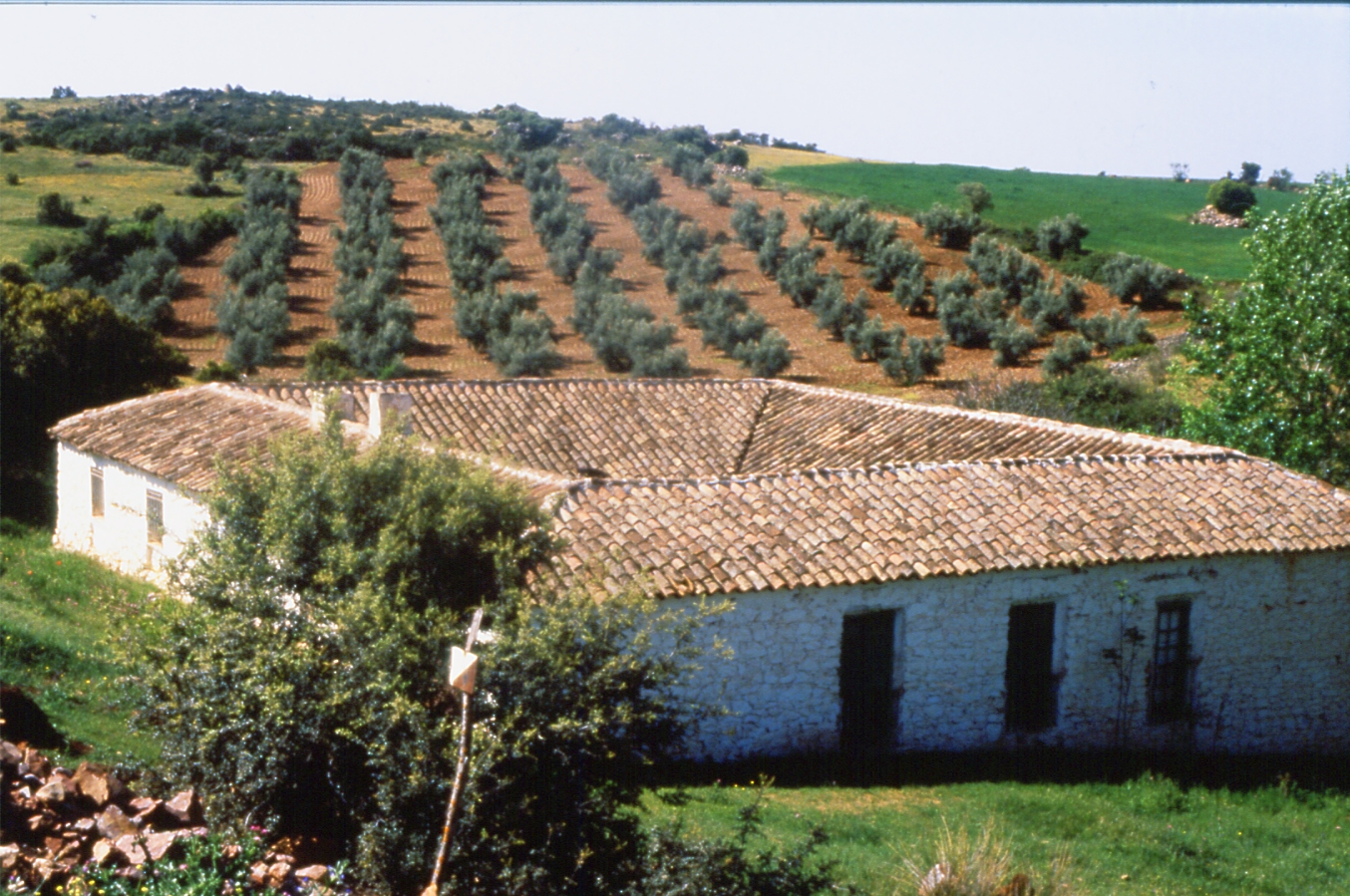
Bauernhof (finca) in der Sierra Morena

Die Sierra Morena ist ein im Durchschnitt 800 bis 1000 m hohes Mittelgebirge, das Andalusien nach Norden hin von der Hochebene von Kastilien und der Extremadura abgrenzt; der höchste Gipfel ist der 1332 m hohe Bañuela (manchmal auch El Mójina genannt). Im Westen der Sierra Morena liegen die sanft hügelige Sierra de Aracena und die Sierra Norte, in der Mitte und im Osten werden die Landschaften schroffer. Hier liegen die Sierra de Hornachuelos und die Sierra de Cardeña-Montoro, es folgen nach Osten die Sierra de Andújar und Despeñaperros.

## Geologie
Geologisch stellt die Sierra Morena den Südrand der kastilischen Meseta dar; ihre abgerundeten Formen zeigen, dass sie in lang zurückliegenden geologischen Epochen entstanden sein muss. Seither konnte die Erosion ihre abflachende und glättende Wirkung entfalten. Sie entstand vor etwa 350–250 Millionen Jahren, in der sogenannten herzynisch-variskischen Gebirgsbildungsphase.
Entsprechend ihrer Entstehungszeit ist die Sierra Morena vorwiegend aus präkambrischen und paläozoischen, also in der Erdfrühzeit und im Erdaltertum entstandenen Gesteinen aufgebaut. Dieses Gestein ist zum Teil metamorph; das heißt, es hat sich im Laufe der Erdgeschichte verändert. In der Sierra Morena kommen hauptsächlich Schiefer und Gneis vor. An einigen Stellen findet sich auch Quarzit, das mit seinen schrofferen Formen die Gleichförmigkeit der Sierra Morena durchbricht, so zum Beispiel in der Sierra Madrona und bei Despeñaperros. Wo während der Gebirgsbildung Magma, flüssige Gesteinsschmelze aus dem Erdinneren, in die Erdkruste vordringen konnte, erstarrte es zu Graniten, wie in Los Pedroches, Linares oder Santa Elena.
Nach einer langen Phase geologischer Ruhe stellte die Sierra Morena während der späteren alpinen Gebirgsbildungsphase ein Widerlager für die sich unter dem Druck der afrikanischen Platte auffaltenden Gesteine dar. Dabei hob sie sich entlang der Guadalquivirflexur, so dass der Guadalquivir sich gegenüber der Sierra Morena absenkte. Der größere Höhenunterschied führte dazu, dass sich seine Nebenflüsse tiefer in das Gestein einschnitten. So ist der Pass von Despeñaperros entstanden, der schon lange als Tor nach Andalusien galt und durch den heute sowohl die Eisenbahnlinie Madrid-Sevilla als auch die Nationalstraße N IV führen.

## Mineralogie, historische Vorkommen
Bereits unter den Phöniziern, hauptsächlich aus Tyros, wurden in der Sierra Morena Bodenschätze abgebaut (Tartessos, Almadén), vor allem Silber, Zinnober und Quecksilber. Die Römer begrenzten den Quecksilberabbau in den Gruben auf eine jährliche Höchstmenge von 5000 kg, die nach Rom versandt und dort verarbeitet wurden. Auch unter arabischer Herrschaft wurden die Vorkommen – in Almadén (Mine von Almadén) befinden sich die größten Zinnobervorkommen der Welt – weiter ausgebeutet (al-maʿādin, „die Mineralien; die Bergwerke“). Aus den Quecksilbervorkommen wurden auch die Silbergruben Amerikas beliefert (Mexiko, Peru), die seit Mitte des 16. Jahrhunderts mit dem patio-Verfahren des Bartolomé de Medina arbeiteten.

## Flüsse
In der waldreichen Sierra Morena entspringen zahlreiche Flüsse und Bäche, die in Richtung Süden zumeist in den Guadalquivir münden, nach Norden und Westen jedoch über den Río Guadiana und somit in den Atlantik abfließen.

## Fauna
Die Sierra Morena gilt als eines der bedeutendsten Verbreitungsgebiete des kritisch gefährdeten Pardelluchses (Lynx pardinus). Es leben hier etwa 180 Tiere dieser extrem seltenen und nur auf der Iberischen Halbinsel vorkommenden Raubkatzenart. Neben dem iberischen Wolf (Canis lupus lupus), der wesentlich zur Regulierung der Fauna beiträgt, ist in der Sierra Morena auch der Iberienadler (Aquila adalberti) heimisch.

## Geschichte
Prähistorische, phönizische, römische und westgotische Funde im Gebiet der Sierra Morena sind – abgesehen von der Kleinstadt Azuaga – kaum bekannt. Im 8. Jahrhundert drangen die Mauren in die unwegsame und nur dünn besiedelte Region vor, die im 13. Jahrhundert von den christlichen Heeren aus dem Norden zurückerobert wurde (reconquista).
- 1492 – Eroberung der letzten selbständigen muslimischen Königreiche
- 1502 – Ausweisung aller Muslime und Juden aus Spanien, anschließend Verfolgung der heimlich gebliebenen (marranos)
- 1609 – Verweisung der letzten verbliebenen Moriscos

### Deutsche Einwanderung
Am 18. Oktober 1766 schloss Johann Kaspar Thürriegel mit dem König von Spanien, Karl III., einen Vertrag über die Einwanderung von Deutschen in die Sierra Morena. Zwischen 1767 und 1770 wanderten etwa 6000, nach anderen Angaben 8.000 Deutsche in das Mittelgebirge, rodeten Land, pflanzten Olivenbäume, Maulbeerbäume und Weinreben. Im Jahre 1775 zählte man 2.446 Familien mit 10.490 Menschen. Die Stadt La Carolina war das Zentrum der deutschen Besiedlung, doch schon um die Mitte des 19. Jahrhunderts war die Bevölkerung in der Sierra Morena völlig hispanisiert.

## Erwähnung in der Literatur
Bedingt durch ihre Abgeschiedenheit, die reichen Erzvorkommen und das chemisch-technische Wissen, das zum Bergbau gehört und in hohem Maß von den Arabern tradiert wurde (Alchimie), umgab die Sierra Morena noch lange Zeit nach der christlichen Eroberung der Nimbus des Zauberischen und Übernatürlichen. Ein Teil der Handlung des weltliterarischen Klassikers Don Quijote des spanischen Nationaldichters Miguel de Cervantes spielt in der Sierra Morena. In seinem großen Roman Die Handschrift von Saragossa (1805–1847) setzte auch Jan Graf Potocki der Region ein literarisches Denkmal.